# Cyclopina arenosa
Cyclopina arenosa – gatunek widłonoga z rodziny Cyclopinidae. Nazwa naukowa tego gatunku skorupiaków została opublikowana w 1994 roku przez brazylijskiego zoologa Guilherme Ribeiro Lotufo.